# Waltenhofen
Waltenhofen là một đô thị ở Oberallgäu bang Bayern thuộc nước Đức.